# Martin Short
Martin Hayter Short (Hamilton, Ontario, 1950. március 26. –) kétszeres Primetime Emmy- és Tony-díjas kanadai-amerikai színész, humorista, énekes és író.
Leginkább a Second City Television és a Saturday Night Live című műsorokban való közreműködéséről ismert. Ezeken kívül több filmben és sorozatban is játszott, illetve animációs filmekben szinkronizált.

## Fiatalkora
Az ontariói Hamiltonban született, Olive Grace és Charles Patrick Short öt gyereke közül ő a legfiatalabb. Olive a Hamiltoni Filharmonikus Zenekarral dolgozott, Charles pedig a Stelco nevű kanadai acélgyártó cégnél dolgozott. Ő és testvérei katolikus hitben nevelkedtek. Három idősebb testvére van: David (mára elhunyt), Michael és Brian, és egy idősebb nővére van, Nora. Apja ír katolikus volt, aki Crossmaglenből érkezett Amerikába. Short anyja ír-angol felmenőkkel rendelkezik. Ő bátorította Shortot arra, hogy lépjen be a szórakoztatóiparba. David 1962-ben hunyt el autóbaleset következtében, ekkor Short 12 éves volt. Anyja 1968-ban hunyt el rák miatt, apja pedig stroke-ban hunyt el két évvel később.
A Westdale Secondary School tanulója volt, és a McMaster University-n érettségizett 1971-ben.

## Színészi pályafutása
Filmezni 1972-ben kezdett, ismert szerepei viszont csak az 1980-as évektől lettek, majd az 1990-es években folytatódtak. Komikus alkatként főleg filmvígjátékokban szerepelt, illetve vicces figurákat alakított. Ismert filmjei voltak A három amigó, a Vérbeli hajsza, a Három szökevény, a Tiszta szerencse, az Az örömapa, a Ron kapitány, a Clifford, az Örömapa 2., a Támad a Mars! vagy a Dzsungelből dzsungelbe. 
Nagyon sok tévés produkcióban, sorozatban is megfordult, de sok gyerekfilmben is szerepelt, mint a Télapu 3. – A szánbitorló-ban, illetve animációs filmek karaktereinek is kölcsönözte a hangját, egyebek mellett A pingvin és a csodakavics, az Egyiptom hercege, A kincses bolygó, a Jimmy Neutron, a csodagyerek, a 101 kiskutya 2. – Paca és Agyar, A Spiderwick krónikák, a Madagaszkár 3., a Frankenweenie – Ebcsont beforr és a Szél támad című animációs filmekben.
A 2000-es évektől főleg ilyen szerepei voltak, de szerepelt a Félig üres, az Esküdt ellenségek: Különleges ügyosztály, A hatalom hálójában, a Nancy ül a fűben vagy az Így jártam anyátokkal sorozatokban is. Később feltűnt a Mulaney (2014–2015), a Maya and Marty (2016), a The Morning Show (2019) és a Gyilkos a házban (2021) című sorozatokban – utóbbival Golden Globe-díjra jelölték.

## Filmográfia

### Film
| Év   | Magyar cím                                   | Eredeti cím                                  | Szerep                                  | Magyar hang            |
| ---- | -------------------------------------------- | -------------------------------------------- | --------------------------------------- | ---------------------- |
| 1979 | Civakodók                                    | Lost and Found                               | Engel                                   |                        |
| 1986 | A három amigó                                | Three Amigos                                 | Ned Nederlander                         | Kaszás Attila          |
| 1986 | A három amigó                                | Three Amigos                                 | Ned Nederlander                         | Szokol Péter           |
| 1987 | Vérbeli hajsza                               | Innerspace                                   | Jack Putter                             | Bor Zoltán             |
| 1987 | Törd össze a szívem!                         | Cross My Heart                               | David Morgan                            |                        |
| 1989 | Három szökevény                              | Three Fugitives                              | Ned Perry                               | Bor Zoltán             |
| 1989 | A nagy film                                  | The Big Picture                              | Neil Sussman                            |                        |
| 1991 | Tiszta szerencse                             | Pure Luck                                    | Eugene Proctor                          | Pusztaszeri Kornél     |
| 1991 | Az örömapa                                   | Father of the Bride                          | Franck Eggelhoffer                      | Háda János             |
| 1992 | Ron kapitány                                 | Captain Ron                                  | Martin Harvey                           | Kerekes József         |
| 1993 | Négy dinó New Yorkban                        | We're Back! A Dinosaur's Story               | Stubbs, a bohóc (hangja)                |                        |
| 1994 | Clifford                                     | Clifford                                     | Clifford Daniels                        | Fekete Zoltán          |
| 1994 | Clifford                                     | Clifford                                     | Clifford Daniels                        | Markovics Tamás        |
| 1994 | Clifford                                     | Clifford                                     | Clifford Daniels idősen                 | Horányi László         |
| 1995 | A pingvin és a csodakavics                   | The Pebble and the Penguin                   | Hubie (hangja)                          |                        |
| 1995 | Örömapa 2.                                   | Father of the Bride Part II                  | Franck Eggelhoffer                      | Kassai Károly          |
| 1996 | Támad a Mars!                                | Mars Attacks!                                | Jerry Ross sajtóreferens                | Kassai Károly          |
| 1997 | Dzsungelből dzsungelbe                       | Jungle 2 Jungle                              | Richard Kempster                        | Schnell Ádám           |
| 1997 | Csiri Bá!                                    | A Simple Wish                                | Murray                                  | Lippai László          |
| 1998 | Egyiptom hercege                             | The Prince of Egypt                          | Huy (hangja)                            | Kálid Artúr            |
| 1998 |                                              | Akbar's Adventure Tours                      | Akbar                                   |                        |
| 1999 | Dilidoki                                     | Mumford                                      | Lionel Dillard                          | Sinkovits-Vitay András |
| 2001 | Kihevered, haver!                            | Get Over It                                  | Dr. Desmond Forrest Oates               | Háda János             |
| 2001 | Jimmy Neutron, a csodagyerek                 | Jimmy Neutron: Boy Genius                    | Ooblar (hangja)                         | Kapácsy Miklós         |
| 2002 | A kincses bolygó                             | Treasure Planet                              | B.E.N. (hangja)                         | Rajkai Zoltán          |
| 2002 |                                              | CinéMagique (rövidfilm)                      | George                                  |                        |
| 2003 | 101 kiskutya 2. – Paca és Agyar              | 101 Dalmatians II: Patch's London Adventure  | Lars (hangja)                           | Incze József           |
| 2004 | Barbie, a Hercegnő és a Koldus               | Barbie as the Princess and the Pauper        | Preminger (hangja)                      |                        |
| 2004 | Diliwood                                     | Jiminy Glick in Lalawood                     | Jiminy Glick / David Lynch              |                        |
| 2006 | A kék elefánt                                | Khan Kluay                                   | Jai (angol hangja)                      |                        |
| 2006 | Télapu 3. – A szánbitorló                    | The Santa Clause 3: The Escape Clause        | Jack Frost                              | Fekete Zoltán          |
| 2008 | A Spiderwick krónikák                        | The Spiderwick Chronicles                    | Nyüsszentyű (hangja)                    | Józsa Imre             |
| 2011 | Megint Pirosszka! – Ellenrossz a rossz ellen | Hoodwinked Too! Hood vs. Evil                | Kirk (hangja)                           |                        |
| 2012 | Madagaszkár 3.                               | Madagascar 3: Europe's Most Wanted           | Stefano (hangja)                        | Rajkai Zoltán          |
| 2012 | Frankenweenie – Ebcsont beforr               | Frankenweenie                                | Mr. Frankenstein (hangja)               | Fekete Zoltán          |
| 2012 | Frankenweenie – Ebcsont beforr               | Frankenweenie                                | Polgármester (hangja)                   | Kassai Károly          |
| 2012 | Frankenweenie – Ebcsont beforr               | Frankenweenie                                | Nassor (hangja)                         | Szalay Csongor         |
| 2013 | Visszatérés Óz birodalmába                   | Legends of Oz: Dorothy's Return              | Appraiser / Bolond (hangja)             | Rajkai Zoltán          |
| 2013 | Szél támad                                   | The Wind Rises                               | Kurokawa (angol hangja)                 |                        |
| 2014 | Beépített hiba                               | Inherent Vice                                | Rudy Blatnoyd                           | Hirtling István        |
| 2018 | Pamacs, a Mikulás kis rénszarvasa            | Elliot the Littlest Reindeer                 | Lemondrop / Ludzinka / Blitzen (hangja) |                        |
| 2019 | Addams Family – A galád család               | The Addams Family                            | Frump nagypapa (hangja)                 | Kőszegi Ákos           |
| 2020 | A Willoughby testvérek kalandjai             | The Willoughbys                              | Willoughby apa (hangja)                 | Kassai Károly          |
| 2020 |                                              | Father of the Bride, Part 3(ish) (rövidfilm) | Franck Eggelhoffer                      |                        |
| 2021 |                                              | Back Home Again (rövidfilm)                  | Justin Beaver (hangja)                  |                        |
| 2022 | Hirtelen 70                                  | Mack & Rita                                  | Cheese (hangja)                         | Fehér Tibor            |
| 2023 | Aquaman és az elveszett királyság            | Aquaman and the Lost Kingdom                 | Királyhal (hangja)                      | Potocsny Andor         |